# Professor Layton and the Miracle Mask
Professor Layton and the Miracle Mask, i Japan släppt under namnet レイトン教授と奇跡の仮面 (Reiton-kyōju to Kiseki no Kamen), är ett pussel- och äventyrsspel till Nintendo 3DS. Det är utvecklat och utgivet av Level-5 i Japan, och planeras utges internationellt av Nintendo under 2012.[uppföljning saknas] Det är det femte spelet i Professor Layton-serien, men det andra spelet i kronologisk ordning, då det är den andra delen i en prequel-trilogi, och utspelar sig efter spelet Professor Layton and the Spectre's Call och dess tillhörande film Professor Layton and the Eternal Diva. Det är det första spelet i serien som renderas i 3D.
Professor Layton and the Miracle Mask släpptes den 26 februari 2011 i Japan i samband med släppningen av Nintendo 3DS-konsolen, och var det bäst säljande spelet dagen då konsolen släpptes, med över 117 000 sålda exemplar.

## Gameplay
Professor Layton and the Miracle Mask är ett pusselspel som är presenterat i samma stil som ett äventyrsspel. Spelaren kontrollerar huvudpersonernas handlingar när de går i staden Monte d'Or. Medan de går i staden kommer spelarna att möta många mysterier som kan lösas medan handlingen fortsätter.

### Pussel
Samtidigt som personerna undersöker stan eller pratar med icke-spelbara karaktärer kommer spelaren ofta få ett pussel och bli frågade om att lösa det. Pussel kan nås när som helst. Om pussel vid något tillfälle skulle bli otillgängligt i huvudspelet, kommer det att flyttas till en annan plats för att ge spelaren en chans att hitta den. Avslutade pussel kan spelas igen när som helst i pusselindexet, en meny tillgänglig från titelskärmen.
Spelarna kan också anslutas till Nintendo Wi-Fi Connection för att hämta fler pussel. De pussel som finns skall göras tillgängliga varje vecka under ett år, med sju pussel tillgängliga varje vecka. Sammanlagt kan 365 pussel laddas ner. Pusselpaket hämtas automatiskt via Nintendo 3DS Spotpassfunktion.

## Handling
Professor Layton och Luke Triton åker till staden av mirakel, Monte d'Or, på  jakt efter en så kallad "mirakelmask". Masken har förmågan att uppfylla önsknigar till den som bär den. Layton och Luke kommer till staden, men för sent. En mystisk man har hittat masken och använder den till att förvandla människorna till stenar. Layton och Luke tar på sig uppgiften att lösa mysteriet med Monte d'Or och mirakelmasken.

### Staden Monte d'Or
Fiktiva staden Monte d'Or, som ibland kallas "mirakelstaden", är en sömnlös, Europa-inspirerad stad i mitten av en karneval där spelet börjar. Legender säger att staden skapades med kraften av mirakelmasken, en artefakt som kan uppfylla den person önskningar som bär den. Masken har blivit tagen av en man kallad Miracle Gentleman, som har använt maskens makt att förvandla människor till saker som statyer och hästar.

## Rollfigurer
- Professor Hershel Layton - Hans skicklighet i att bemästra pussel och lösa gåtor har gett honom popularitet runt om i världen. Han är professor i arkeologi i London på Gressenheller University.
- Luke Triton - Laytons lärling och son till hans gode vän, Clark Triton. Han följer med på Laytons äventyr och hjälper till att lösa pussel.
- Emmy Altava - Denna 25 år gamla assistent till Layton har en riktig kämpaglöd. Hon kan försvara gruppen och beskrivs som en hjältinna.
- Randall Ascad - Denna rika unga mannen verkar vara professorns bästa vän. Han tycks ha fått Layton intresserad av arkeologi.
- Sharon Leidle - Hon skriver ett brev till Layton för att be om hans hjälp i fallet. Hennes verkliga ålder (35) maskeras av hennes skönhet. Hon är gift med Monte d'Ors miljonär, Henry Leidle.
- Broneph Reinel - Denna man är hemlighetsfull. Han vet förhållandet mellan Layton och Jean Descole.
- Jean Descole - Denna onda arkeologs verkliga motiv är okänt.
- Henry Leidle - Denna 35-årige man hjälpte till att skapa det Monte d'Or som det är idag. Genom stadens framgång är han nu en miljonär, men när han var yngre tjänade han för Ascadfamiljen.
- Alfredo Dalston - En annan miljonär bosatt i Monte d'Or, och något av en rival till Leidlefamiljen. Han deltog i en gymnasieskola med Hershel, Sharon och Lando.
- Clamp Grosky - Inspektör från Scotland Yard. Han är mycket stark och energisk, men han saknar många färdigheter.
- Shibarof - Monte d'Ors polischef. Han får mycket respekt, trots att han inte är född i staden. Han saknar många kvaliteter som en detektiv har.
- Brummel - En av Scotland Yards mest framstående och erfarna inspektörer. Han skickades till Monte d'Or tillsammans med Grosky för att undersöka övernaturliga händelser. Han har förmågan att se igenom brottslingens knep och bedrägeri.

## Mottagande
Professor Layton and the Miracle Mask var det bäst säljande Nintendo 3DS-spelet, med 117 589 exemplar sålda dagen det släpptes.